# Jezioro peryglacjalne
Jezioro peryglacjalne, jezioro ekstraglacjalne – rodzaj jeziora lodowcowego położonego na przedpolu lodowca. 